# The Protectors
The Protectors (Livvagterne) é uma série de televisão dinamarquesa criada e escrita por Peter Thorsboe e Mai Brostrøm. Foi originalmente exibida pela rede DR1. Internacionalmente, já foi exportada para Alemanha, Bélgica, Suécia e Austrália, onde chegou a ser tramitada pelo canal SBS entre 2011-2012.

## Enredo
O Serviço de Segurança e Inteligência da Dinamarca (PET) é encarregada da proteção pessoal de políticos e da família real dinamarquesa. Seus membros também desenvolvem trabalho de prevenção contra o terrorismo e perseguição. Os agentes da PET devem sempre manter as preocupações relacionadas com o trabalho, além de lidar com seus problemas pessoais.

## Elenco
- Cecilie Stenspil ... Jasmina El-Murad (20 episódios, 2009-2010)
- Søren Vejby ... Rasmus Poulsen (20 episódios, 2009-2010)
- André Babikian ...	Jonas Goldschmidt (20 episódios, 2009-2010)
- Thomas W. Gabrielsson ...  Leon Hartvig Jensen (20 episódios, 2009-2010)
- Ditte Gråbøl ... Diana Pedersen (20 episódios, 2009-2010)
- Rasmus Bjerg ... 'Lille Kurt' Birk (20 episódios, 2009-2010)
- Ellen Hillingsø ... Benedikte 'Tønne' Tønnesen (20 episódios, 2009-2010)
- Tommy Kenter ... Jørgen Boas (19 episódios, 2009-2010)
- Michael Sand ... Store Kurt (19 episódios, 2009-2010)
- Benjamin Boe Rasmussen ... Trikker (19 episódios, 2009-2010)
- Kim Jansson ... Fjordby (19 episódios, 2009-2010)
- Anne Birgitte Lind	... Claudia (10 episódios, 2009-2010)
- Kate Kjølbye ... Aisha (9 episódios, 2009-2010)

## Disponibilidade
The Protectors está disponível em DVD com legendas em inglês e Hulu.

## Prêmios
A série venceu um prêmio Emmy Internacional na categoria melhor série dramática em 2009.